# Shook Ones Pt. II
Singles de Mobb Deep
Shook Ones Survival of the Fittest
Shook Ones, Pt. II (également typographiée Shook Ones (Part II) ou Shook Ones Part II) est une chanson du duo de hip-hop américain Mobb Deep et le premier single de son deuxième album studio, The Infamous (1995).
Suite de Shook Ones, Part I (en) (1994), single promotionnel du groupe, on y trouve une ambiance sombre et inquiétante, s'inscrivant dans le style de l'album. Le thème prédominant est la lutte territoriale entre jeunes.
Shook Ones, Pt. II est considéré comme l'un des meilleurs morceaux de l'histoire du rap,. Son instrumentale est l'une des plus utilisées dans les battles[réf. nécessaire].
Le titre est présent dans la bande originale du film 8 Mile (2002), 8 Mile Soundtrack (2003), avec Eminem dans le rôle principal. Il apparaît également dans un épisode de la série Narcos, diffusée de 2015 à 2017 sur Netflix, ainsi que dans le film Petit Pays d'Éric Barbier, sorti en 2020.